# 浜松オートレース場
浜松オートレース場 （はままつオートレースじょう） は、静岡県浜松市中央区にあるオートレース場。施行者・土地建物ともに浜松市で所有管理している。

## 概要
中部地区唯一のオートレース場である。2005年9月、収支悪化が原因で浜松市が浜松オートレース場の廃止を検討し始めたことを受けて、全日本オートレース選手会が存続を求める署名活動を行った。その結果、船橋オートレース場と共に2006年4月に日本トーターへの民間委託が開始され、これにより黒字転換を果たしたことから当面存続されることになり、メインスタンドも耐震化に伴う建て替えが検討され、2020年9月に着工、2022年5月に完成し同年7月リニューアルオープンした。
現存するオートレース場では唯一ナイター競走を行ったことがない。一方、2023年2月に代替開催（借り上げ施行開催）として山陽オートレース場を借り上げて「浜松市営ミッドナイトオートレース」を開催した。

## 中継
CS放送・インターネット配信でレースの中継をしており、実況は、2015年度下期より島田祐希が担当している（司会も兼務）。かつては森上リエ、立野純、野村達也、橋本悠督、鈴木晴也、岸根正朋が実況を担当していた。
アシスタントは安原幸子が担当している。かつてはナビゲーターに山咲さくら、グレードレースに限り垰口美穂子も担当していた。
予想・解説は、元選手の松堂忠利（29期、元浜松、2025年4月より）が担当している。過去には、沢朋之（2009年 - 2025年3月）、元選手の高田克重（24期、元浜松、? - 2025年3月）が担当していた。

## 歴史
- 1956年（昭和31年）5月1日 : ダート走路にて開場
- 1967年（昭和42年）12月8日 : 舗装走路による競走開始
- 1978年（昭和53年）7月 : 窓口の機械化完了
- 1985年（昭和60年）7月 : 市制○○周年記念レースをサマーチャンピオン決定戦に改称（市制記念レースは過去19回行われたため、第20回からのスタート）
- 1987年（昭和62年）4月4日 : マルチユニット車券を導入
- 1991年（平成3年）9月 : 電話投票開始
- 2006年（平成18年）4月 : 日本トーターに民間委託
- 2007年（平成19年）4月1日 : 老朽化に伴い、特別観覧席を撤去
- 2008年（平成20年）1月10日 : 全日本オートレース選手会浜松支部に、2007年度オートレース選手表彰の特別賞を贈呈される。
- 2011年（平成23年）：4月以降の開催より伊勢崎市の管理施行により重勝式車券（ランダム方式4連勝勝2連勝単式とセレクト方式5重勝単勝式）がオッズパークにて発売される。なお当場を対象とした発売は伊勢崎市の指定を受けた日のみとなり、4月21日から24日の開催が初指定となった。
- 2014年（平成26年）7月：オートレース初の会員制キャッシュレス投票システム「はまりっち」を導入
- 2021年（令和3年）5月28日 : 「浜松アーリーレース」試行開催[8]
- 2022年（令和4年）7月8日 : 新メインスタンドオープン[9][3]
- 2023年（令和5年）2月9日 : オートレース業界初の代替開催（借り上げ施行開催）として、山陽オートレース場を借り上げて「浜松市営ミッドナイトオートレース」を実施（2023年2月9日〜12日、3月25日〜28日）[10][5]
- 2024年5月30日 : 浜松オートレースオフィシャルホームページリニューアル[11]

## 交通
- 無料送迎バス
  - 浜松駅北口バスターミナル17番乗り場より、オートレース場まで約20分（本場開催日のみ運行）。
- 無料送迎ジャンボタクシー
  - 浜松駅北口タクシーのりばより、オートレース場まで。
  - 島田駅前直行バス乗り場より、オートレース場まで（本場SG・GI開催のみ 1日3～5台運行）。

※現在、無料送迎ジャンボタクシーは、新型コロナウイルス感染症対策のため当面の間運休。
- 一般路線バス
  - 浜松駅北口バスターミナル16番乗り場より、遠鉄バス 48 和合西山線 オートレース場 停留所下車。
  - 浜松駅北口バスターミナル14番乗り場より、遠鉄バス 58 和合西山線 オートレース場 停留所下車。
- 自動車
  - 東名高速道路浜松西ICより約10分。

## 場外車券売場
- オートレース南国 - 2018年3月29日開設（競輪場外車券売場サテライト南国に併設）
- オートレース一宮 - 2020年7月1日開設（競輪場外車券売場サテライト一宮に併設）
- オートレース姫路 - 2022年8月19日開設（競輪場外車券売場サテライト姫路に併設）

### 閉鎖された場外車券売場
- オートレース名古屋 - 2016年10月23日開設、2024年3月31日閉館（競輪場外車券売場サテライト名古屋に併設）

## その他
- 2017年前期のNHK連続テレビ小説『ひよっこ』で、主人公の谷田部みね子（有村架純）が集団就職で上京したという設定で、1964年（昭和39年）当時の上野駅のコンコースを再現したロケ撮影は当レース場の車券売場にて行われた[12][13][14][15]。
- 2022年4月3日、開催2日目の第1レースにおいて、開催従事員の生命に影響を及ぼす重大事故が発生した。スタート直後、競走車2台が接触、一方の選手が落車し乗り手を失った競走車が滑るようにして競走路内線を越えて、コース内側のスタッフ用待機所および開催従事員に衝突した。落車した選手と従事員は病院に搬送、その後従事員の死亡が確認された。死亡した従事員はレース中に事故が起きた場合、選手や車両をコースから救出する救護員で、事故当時はヘルメットを着用していた。また、落車した選手は右脚を負傷した[16][17][18]。事故をうけ、第1レースを不成立とし第2レース以降を中止とした[19]。